# Nueva Andalucía
Nueva Andalucía är ett distrikt i Marbella kommun beläget ca 45 minuter med bil från Malaga flygplats . Det är ett stort bostadsområde som ligger precis norr om Puerto Banús på den spanska solkusten. Området är mest känt för sina många golfbanor och sin så kallade "svenskkoloni".  Många svenskar är bosatta här året runt och det finns både svenska livsmedelsaffärer, restauranger, svensk skola samt svensk vårdcentral.

Närheten till de exklusiva affärerna och lyxen i Puerto Banús samt de många golfbanorna har under många år gjort att priserna på villor och lägenheter i området ökat. Även under svårare år i Spanien när marknaden gått ner generellt har bostadspriserna här hållit en stabil nivå. Detta bland annat för att majoriteten av bostäderna här ägs av utländska ägare som inte är lika känsliga för det nationella ekonomiska läget.  Bostäderna här uppskattas också av svenskar tack vare skandinavisk design, öppna planlösningar och ett fokus på just boende i området.